# Neosisyphus angulicollis
Neosisyphus angulicollis là một loài bọ cánh cứng trong họ Bọ hung (Scarabaeidae).